# Essam Yassin
Essam Yassin Abbas (11 marzo 1987) è un calciatore iracheno, centrocampista del Baghdad e della Nazionale irachena.